# Каролински папагал
Каролинският папагал (Conuropsis carolinensis) е изчезнал вид птица от семейство Папагалови (Psittacidae), единствен представител на род Conuropsis.